# Estadio municipal Sérgio Conceição

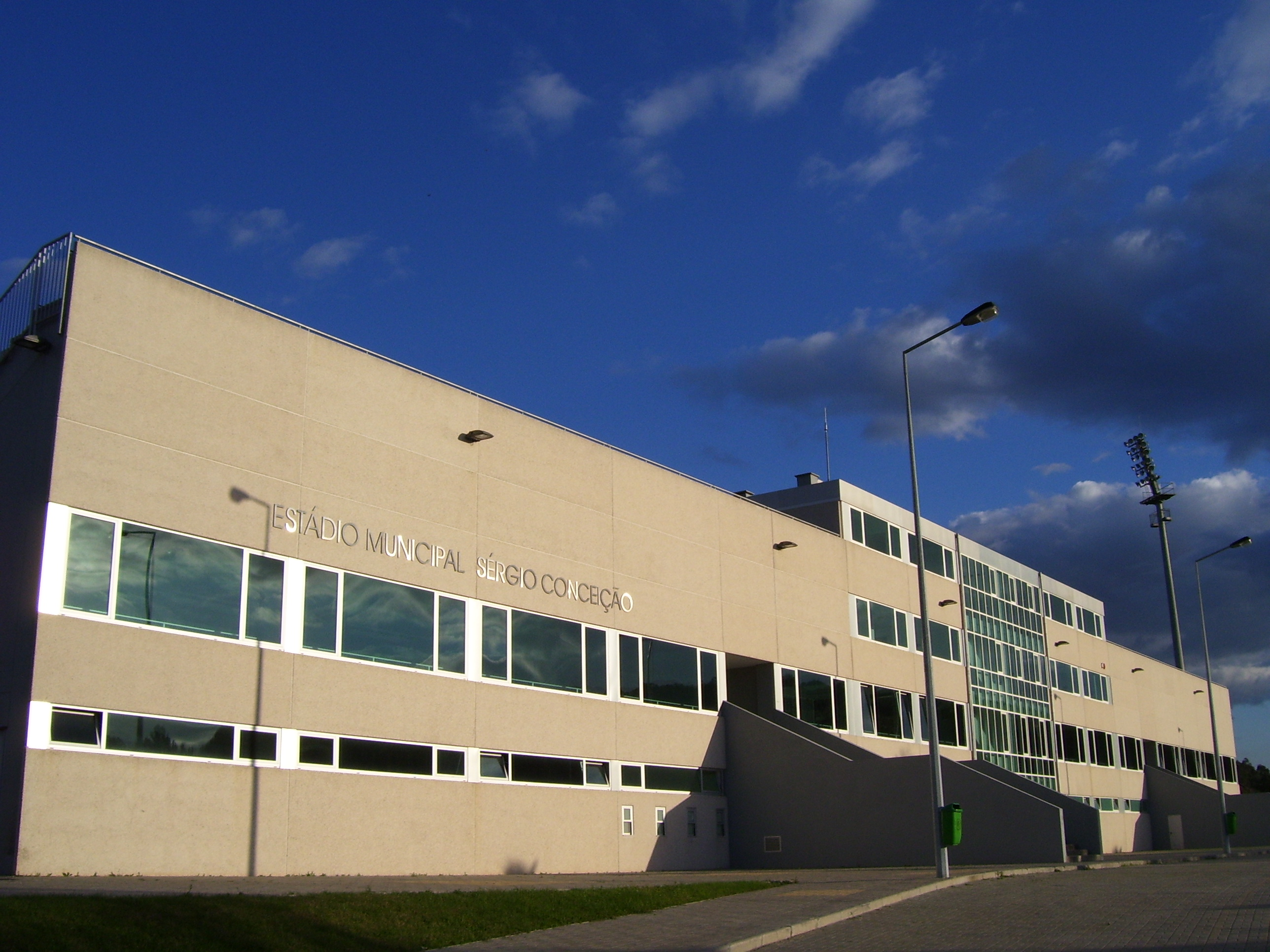
Estadio Municipal Sergio Conceição

Estadio Municipal Sergio Conceição es un estadio de fútbol en Taveiro, en la ciudad de Coímbra, Portugal. Construido en 2002,  tiene 2500 asientos y lleva el nombre de Sérgio Conceição, un jugador de fútbol nacido en Coímbra.
Perteneciente al municipio de Coímbra, es el estadio de los equipos de fútbol de dos clubes deportivos locales: el Clube de Futebol União de Coimbra y la União Desportiva Taveirense.
- Datos: Q5402114